# Nationale Legislatuur van Zuid-Soedan

Wapen van Zuid-Soedan

De Nationale Legislatuur van Zuid-Soedan (Engels: National Legislature of South Sudan, Arabisch: التشريعية الوطنية, Al-Majlis al-Tachirii) bestaat uit twee Kamers:
- Nationale Wetgevende Vergadering (National Legislative Assembly) - lagerhuis, 400 leden;
- Raad van Staten (Council of States) - hogerhuis, 50 leden.

De samenstelling van beide Kamers van het parlement is nog altijd gebaseerd op de verkiezingsresultaten van 2010, toen Zuid-Soedan nog een autonome staat binnen de Federale Republiek Soedan was. Mogelijk worden er in 2023 voor het eerst in de geschiedenis van Zuid-Soedan algemene verkiezingen gehouden.

## Ambtsbekleders
|                                                    |                  |            |
| FUNCTIE                                            | NAAM             | TERMIJN    |
|                                                    |                  |            |
| Voorzitter van de Nationale Wetgevende Vergadering | Obuch Ojwok Akuo | 2019–heden |
| Voorzitter van de Raad van Staten                  | Joseph Bol Chan  | 2011–heden |